# Třinec
Třinec (polska: Trzyniec, tyska: Trzynietz) är en stad i distriktet Frýdek-Místek i regionen Mähren-Schlesien i Tjeckien. Staden hade 35 760 invånare den 1 januari 2016.